# Forum sociale europeo
Il Forum sociale europeo (indicato anche con l'acronimo FSE; in inglese European Social Forum) era una rete che metteva insieme associazioni e movimenti no-global contrari al neoliberismo, alla globalizzazione capitalistica o a qualsiasi forma di imperialismo.

## Storia

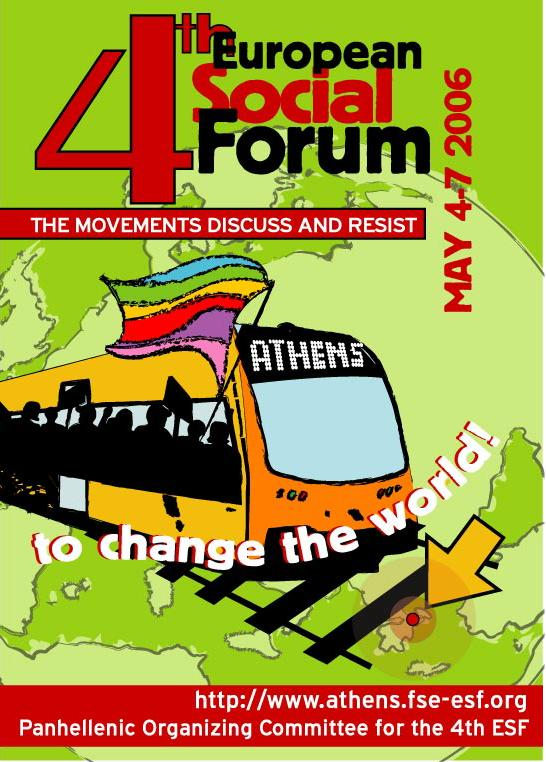
Manifesto della IV edizione del FSE

Il Forum sociale europeo si è tenuto per la prima volta a Firenze nel novembre 2002, per poi tenersi negli anni successivi in altre città europee.
I convegni avevano l'obbiettivo di organizzare la costruzione di una società centrata sull'essere umano e non sul profitto. Si riunivano annualmente per perseguire il loro ideale, discutere democraticamente le loro idee, formulare proposte, condividere liberamente le loro esperienze e compiere azioni efficaci nell'ambito di una rete.
L'ultima edizione del FSE si è tenuta a Istanbul nel 2010.

## Edizioni
- I FSE - Firenze, 6-10 novembre 2002
- II FSE - Parigi, novembre 2003
- III FSE - Londra, 15-17 ottobre 2004
- IV FSE - Atene, 4-7 maggio 2006
- V FSE - Malmö, 17-21 settembre 2008
- VI FSE - Istanbul, 1-4 luglio 2010